# Lance Davids
Lance Davids (ur. 11 kwietnia 1985 w Kapsztadzie) – południowoafrykański piłkarz grający na pozycji prawego obrońcy lub prawoskrzydłowego.

## Kariera klubowa
Karierę piłkarską Davids rozpoczął w Kapsztadzie, w tamtejszym klubie Hellenic FC. W 2001 roku opuścił Republikę Południowej Afryki i udał się do Niemiec, gdzie podpisał kontrakt z zespołem TSV 1860 Monachium. W 2003 roku był członkiem pierwszego zespołu i 22 listopada zadebiutował w Bundeslidze w przegranych 0:1 derbach z Bayernem Monachium. Występował na przemian w pierwszej i drugiej drużynie, jednak zespół TSV spadł do drugiej ligi. W TSV występował do wiosny 2006 roku, a w pierwszym zespole zaliczył 21 spotkań.
Kolejnym klubem w karierze Lance’a został szwedzki Djurgårdens IF, do którego reprezentant RPA trafił na zasadzie wolnego transferu. Swój pierwszy mecz w lidze szwedzkiej rozegrał on 10 kwietnia 2006, a Djurgårdens zremisowało 0:0 z Hammarby IF. Z kolei w sierpniowym spotkaniu z tą drużyną zaliczył pierwsze trafienie na szwedzkich boiskach. W 2007 roku z klubem ze Sztokholmu zajął 3. miejsce w lidze, co jest jego największym sukcesem za czasów gry w Szwecji.
W 2009 roku Davids został piłkarzem drużyny Supersport United, z którym wywalczył mistrzostwo RPA. Następnie odszedł do Ajaksu Kapsztad. Z kolei w 2010 roku przeszedł do belgijskiego Lierse SK. W 2013 roku wrócił do Ajaksu Kapsztad.
| Sezon   | Klub                     | Kraj              | Rozgrywki             | Mecze | Bramki |
| ------- | ------------------------ | ----------------- | --------------------- | ----- | ------ |
| 2003/04 | TSV 1860 Monachium       | Niemcy            | Bundesliga            | 12    | 0      |
| 2003/04 | TSV 1860 Monachium amat. | Niemcy            | Regionalliga          | 20    | 7      |
| 2004/05 | TSV 1860 Monachium       | Niemcy            | 2. Bundesliga         | 9     | 0      |
| 2004/05 | TSV 1860 Monachium amat. | Niemcy            | Regionalliga          | 14    | 1      |
| 2005/06 | TSV 1860 Monachium amat. | Niemcy            | Regionalliga          | 16    | 2      |
| 2006    | Djurgårdens IF           | Szwecja           | Allsvenskan           | 17    | 5      |
| 2007    | Djurgårdens IF           | Szwecja           | Allsvenskan           | 22    | 1      |
| 2008    | Djurgårdens IF           | Szwecja           | Allsvenskan           | 25    | 0      |
| 2008/09 | Supersport United        | Południowa Afryka | Premier Soccer League | 6     | 0      |
| 2009/10 | Ajax Kapsztad            | Południowa Afryka | Premier Soccer League | 15    | 0      |
| 2010/11 | Lierse SK                | Belgia            | Eerste Klasse         | 28    | 1      |
| 2011/12 | Lierse SK                | Belgia            | Eerste Klasse         | 12    | 0      |
| 2012/13 | Lierse SK                | Belgia            | Eerste Klasse         | 0     | 0      |
| 2012/13 | Ajax Kapsztad            | Południowa Afryka | Premier Soccer League | 10    | 0      |
| 2013/14 | Ajax Kapsztad            | Południowa Afryka | Premier Soccer League | 11    | 2      |
| 2014/15 | Ajax Kapsztad            | Południowa Afryka | Premier Soccer League | 8     | 0      |

## Kariera reprezentacyjna
W reprezentacji Republiki Południowej Afryki Davids zadebiutował w 2004 roku. Wcześniej w kadrze U-23 rozegrał 22 spotkania. W 2008 roku został powołany przez selekcjonera Carlosa Alberto Parreirę do kadry na Puchar Narodów Afryki 2008, na którym rozegrał jedno spotkanie, zremisowane 1:1 z Senegalem.